# Nam vương Quốc tế 2007
Nam vương Quốc tế 2007 là cuộc thi Nam vương Quốc tế lần thứ hai được tổ chức vào ngày 31 tháng 12 năm 2007 tại Kuching, Malaysia. Alan Bianco Martini đến từ Brasil đăng quang ngôi vị Nam vương Quốc tế thứ hai.

## Kết quả
| Thứ hạng                  | Thứ hạng | Thứ hạng | Thứ hạng |
| Hạng                      | Thí sinh |          |          |
| ------------------------- | --- | -------- | -------- |
| Mister International 2007 | - Brasil — Alan Bianco Martini |          |          |
| Á vương 1                 | - Hàn Quốc — Oh Jong Sung |          |          |
| Á vương 2                 | - Hy Lạp — Aristotelis Spyridon Bolovinos                                                                                         |          |          |
| Á vương 3                 | - Venezuela — Alberto Agusto García Gómez                                                                                         |          |          |
| Á vương 4                 | - Liban — Bassel Abou Hamdan |          |          |
| Top 10                    | - Ấn Độ — Nikhil Dharwan - Costa Rica — Berni Madrigal - Hoa Kỳ — Jacob Hill - Latvia — Armands Berzins - Singapore — Gabriel Goh |          |          |
| Giải thưởng đặc biệt      | |          |          |
| Giải thưởng               | Thí sinh |          |          |
| Mister Photogenic         | - Venezuela — Alberto Agusto García Gómez                                                                                         |          |          |
| Mister Congeniality       | - Guatemala — Gudiel Osberto Rivera Mansilla                                                                                      |          |          |
| Mister Spirit             | - Brasil — Alan Bianco Martini |          |          |
| Best National Costume     | - Liban — Bassel Abou Hamdan |          |          |

## Các thí sinh
17 thí sinh dự thi.
| Quốc gia/vùng lãnh thổ | Thí sinh                       |
| ---------------------- | ------------------------------ |
| Ai Cập                 | Amr Samaha                     |
| Ấn Độ                  | Nikhil Dharwan                 |
| Brasil                 | Alan Bianco Martini            |
| Canada                 | Lawrence Leung                 |
| Costa Rica             | Berni Madrigal                 |
| Đài Loan               | Allen Hsu                      |
| Guatemala              | Gudiel Rivera                  |
| Hàn Quốc               | Oh Jong Sung                   |
| Hoa Kỳ                 | Jacob Hill                     |
| Hy Lạp                 | Aristotelis Spyridon Bolovinos |
| Latvia                 | Armands Berzins                |
| Liban                  | Bassel Abou Hamdan             |
| Malaysia               | Adib Bin Othman                |
| Singapore              | Gabriel Goh                    |
| Sri Lanka              | Amila Karunanayake             |
| Venezuela              | Alberto Agusto García Gómez    |
| Ý                      | Raffaele Merico                |